# Weston (Suffolk)
Weston – wieś w Anglii, w hrabstwie Suffolk, w dystrykcie East Suffolk. Leży 50 km na północny wschód od miasta Ipswich i 155 km na północny wschód od Londynu.